# Ohm (rivière)
Pour les articles homonymes, voir Ohm.
L'Ohm est une rivière allemande, affluent de la rive droite de la Lahn dans le land de la Hesse.

## Géographie

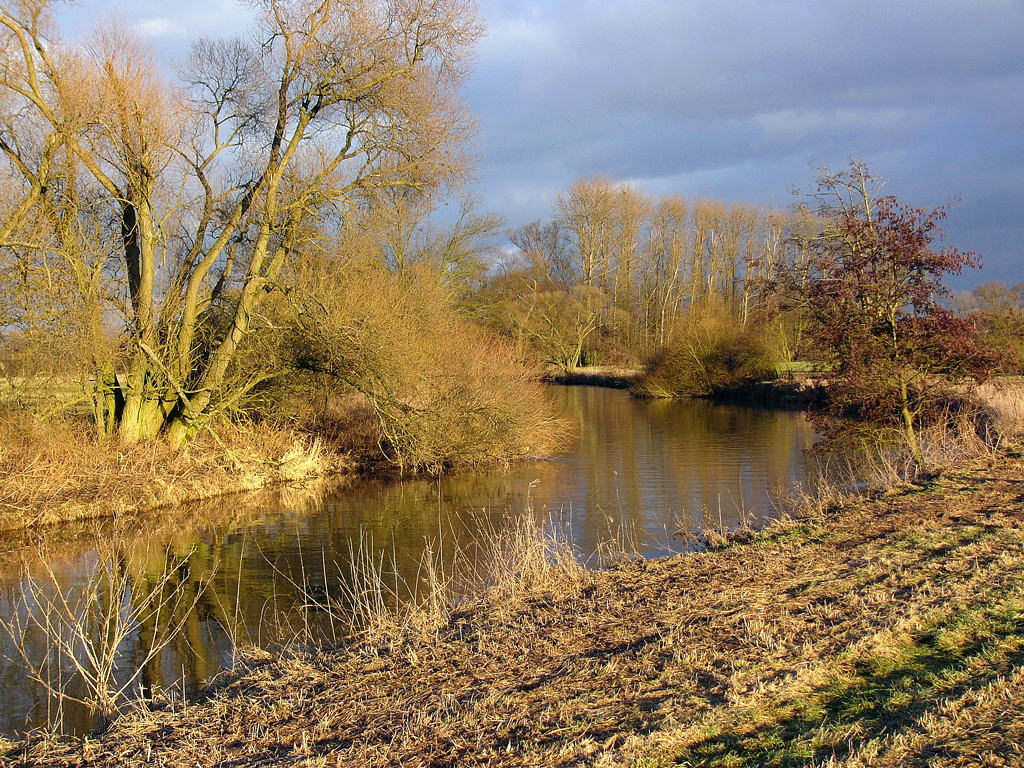
L'Ohm près de Marbourg en janvier 2006

Elle prend sa source dans les monts du Vogelsberg, à l'est de la ville de Ulrichstein. Elle coule essentiellement vers le nord-ouest avant de rejoindre la Lahn à Cölbe, près de Marbourg.

## Source
- (de) Cet article est partiellement ou en totalité issu de l’article de Wikipédia en allemand intitulé « Ohm (Fluss) » (voir la liste des auteurs).